# Thalassoma genivittatum
Thalassoma genivittatum là một loài cá biển thuộc chi Thalassoma trong họ Cá bàng chài. Loài này được mô tả lần đầu tiên vào năm 1839.

## Từ nguyên
Từ định danh genivittatum trong tiếng Latinh có nghĩa là "vệt sọc trên má" (genys: "má" + vittatus: "có vệt, dải sọc"), hàm ý đề cập đến các vệt sọc màu xanh lục trên má.

## Phạm vi phân bố và môi trường sống
T. genivittatum có phạm vi phân bố giới hạn ở Tây Nam Ấn Độ Dương. Loài này được ghi nhận dọc theo vùng bờ biển Nam Mozambique đến Bắc Nam Phi; bao gồm Madagascar và các đảo quốc, bãi ngầm xung quanh (Réunion, Mauritius, Rodrigues và Seychelles).
T. genivittatum sống gần các rạn san hô ở độ sâu được ghi nhận trong khoảng từ 4 đến 25 m.

## Mô tả
T. genivittatum có chiều dài cơ thể tối đa được ghi nhận là 20 cm. Cá con có thân trên và nửa đầu trên màu xanh lam thẫm, gần như đen; nửa dưới màu lam nhạt/trắng. Cá trưởng thành có màu xanh lục lam; cuống và vây đuôi màu vàng tươi. Đầu có màu tía; hai bên má có các dải vệt màu xanh lục. Sau đầu có dải màu vàng. Dải màu tím trên vây lưng và vây hậu môn. Vây đuôi và cận rìa vây ngực có màu xanh lam; rìa trên và dưới của đuôi có màu tím.
Số gai ở vây lưng: 8; Số tia vây ở vây lưng: 13; Số gai ở vây hậu môn: 3; Số tia vây ở vây hậu môn: 11.

## Sinh thái và hành vi
Thức ăn của T. genivittatum là các loài thủy sinh không xương sống. Loài này có thể sinh sản theo nhóm lớn như những loài cùng chi Thalassoma.
Loài này được đánh bắt bởi giới buôn bán cá cảnh.